# 세인트 루이스 스쿨
세인트 루이스 스쿨(Saint Louis School)은 미국 하와이 주 호놀룰루에 있는 12년제 사립 초중고등학교이다.